# Carnivore (band)
Carnivore was een thrashmetalband die werd gevormd door Peter Steele (later bekend van Type O Negative), na het uiteenvallen van de in Brooklyn gevestigde hardrockband Fallout in 1982.

## Bandgeschiedenis
De band heeft twee albums uitgebracht: Carnivore in januari 1986 en Retaliation in september 1987. Kort nadat het tweede album verscheen, is de band uit elkaar gegaan en vormde Peter Steele de band Subzero, die later Type O Negative zou worden. Het eerste album van Type O Negative, Slow Deep And Hard is gedeeltelijk gecomponeerd van materiaal dat origineel geschreven was voor Carnivore. Ondanks dat de band al jaren uit elkaar was, is de band een aantal keren bij elkaar gekomen, onder andere voor een korte tour in 1996.

## Het eerste album
Het eerste album heeft een meer traditionele metal-sound, geïnspireerd door de Black Sabbath en de Judas Priest uit 1970, terwijl het tweede album duidelijk meer geïnspireerd was door crossover. Het 'post-apocalyptische' thema dat het eerste album domineerde en gedeeltelijk over het tweede album heerste, was gebaseerd op een droom die Peter Steele had en zou later de basis worden voor de songtekst van Predator, het eerste lied van het originele album.
Beide albums zouden bijna in het speed-thrash genre geplaatst kunnen worden. De lyrische thema's omvatten onder andere nihilisme, anti-religieus sentiment, racisme, intolerantie, wat zij zien als "algemene menselijke stupiditeit" en een hoop cynisme. Om een beeld te vormen, een zin uit Ground Zero Brooklyn: "I shit my pants as I wait for the reaper!". Songtitels als "Jesus Hitler", "Race War" en "God is Dead" zijn ook representatief voor hun humor. De lyrische thema's zijn veelbesproken en heetgebakerde discussies over de invloed op bijvoorbeeld de jeugd zijn dan ook geen uitzondering.

## De reünie en het nieuwe album
Op 24 april in 2006 heeft het Duitse Rock Hard Magazine aangekondigd dat er nog een reünie concert zou plaatsvinden op het Wacken Open Air in Duitsland, dat zou worden opgevolgd door een tour in de Verenigde Staten. Dit was tevens de laatste tour van Carnivore, want frontman Peter Steele overleed op 14 april 2010 aan een hartinfarct.

## Bandleden

### Originele opstelling
- Peter Steele − zang, basgitaar (Type O Negative)
- Louie Beato − drums
- Keith Alexander − elektrische gitaar (Primal Scream - NY)

### VanafRetaliationtot de eerste opheffing
- Peter Steele − zang, basgitaar
- Louie Beato − drums
- Marc Piovanetti − gitaar, zang (Crumbsuckers)

### 2006 reünie opstelling
- Peter Steele − zang, basgitaar (Type O Negative)
- Paul Bento − gitaar
- Steve Tobin − drums
- Joey Z. − gitaar, zang (Life of Agony/Stereomud)

## Discografie

### Studioalbums
- Carnivore (1986), lp, CS (1990), cd
- Retaliation (1987), lp, CS (1990), cd
- Carnivore/Retaliation (1 juli 1991), beide albums op een enkele cd, sommige nummers niet inbegrepen
- Carnivore (22 januari 2001), heruitgave, geremasterd en met drie toegevoegde demotracks, cd
- Retaliation (22 januari 2001), heruitgave, geremasterd en met drie toegevoegde demotracks, cd
- Carnivore (5 oktober 2007), luxe heruitgave, geremasterd en met drie toegevoegde demotracks, dubbel-lp
- Retaliation  (5 oktober 2007), luxe heruitgave, geremasterd en met drie toegevoegde demotracks, dubbel-lp

Alle albums zijn uitgegeven door Roadrunner Records.

## Trivia
- De originele Carnivore-gitarist Keith Alexander is omgekomen tijdens een ongeluk met zijn motor op 11 juli 2005.
- Tijdens de eerste keer dat Carnivore speelde, was drummer Louis Beato een buschauffeur in Manhattan, een baan die hij nog na het opbreken van de band had.
- Op het eerste album zijn de namen op - in de ogen van de bandleden - exotische manieren geschreven. Bijvoorbeeld Louis Beateaux in plaats van Beato.